# Knjige u 2009.
◄◄ | ◄ | 2006. | 2007. | 2008. | 2009.  | 2010. | 2011. | 2012. | ► | ►►
Arhitektura • Astronautika • Astronomija • Biologija • Film • Fotografija • Glazba • Kazalište • Kemija • Kiparstvo • Knjige • Književnost • Kršćanstvo • Meteorologija • Medicina • Planinarstvo • Politika • Pravo • Promet • Slikarstvo • Strip • Šport • Televizija • Znanost • Zrakoplovstvo • Željeznički promet
Knjige u 2009.

## Hrvatska i u Hrvata

### A
- A poslije…, Guillaume Musso. Prevoditelj: Ivana Barišić. Nakladnik: Ibis grafika. Broj stranica: 291. Beletristika. ISBN 978-953-6927-51-7
- Abeceda kulturnog turizma, Daniela Angelina Jelinčić. Nakladnik: Meandar. Broj stranica: 347. Publicistika. ISBN 978-953-7355-18-0
- Alisa u Zemlji čudesa, Harriet Castor. Prevoditelj: Milica Lukšić. Nakladnik: Planetopija. Broj stranica: 24. Dječje knjige. ISBN 978-953-257-150-9
- Alkemičar: Tajne besmrtnog Nicholasa Flamela, Michael Scott. Nakladnik: Algoritam. Broj stranica: 268. Horor, fantastika i SF. ISBN 978-953-220-865-8
- Amberville, Tim Davys. Prevoditelj: Vlatka Valentić. Nakladnik: Fraktura. Broj stranica: 300. Beletristika. ISBN 978-953-266-091-3
- Anđelova igra, Carlos Ruiz Zafón, Prevoditelj: Silvana Roglić. Nakladnik: Fraktura. Broj stranica: 548. Beletristika. ISBN 978-953-266-089-0
- April u Berlinu, Daša Drndić. Nakladnik: Fraktura. Broj stranica: 388. Beletristika. ISBN 978-953-266-095-1
- Atlas života, Dubravko Detoni. Nakladnik: Fraktura. Broj stranica: 524.  Publicistika. ISBN 978-953-266-107-1
- Autobus za Mjesec, Mladen Kopjar. Nakladnik: Znanje. Broj stranica: 155. Dječje knjige. ISBN 978-953-195-779-3
- Az (roman), Jasna Horvat. Nakladnik: Naklada Ljevak. Broj stranica: 247. Beletristika. Povijesni romani. Glagoljica. ISBN 978-953-303-069-2

### B
- Bizarij, Jasna Horvat. Nakladnik: Naklada Ljevak. Broj stranica: 354. Beletristika. Povijesni romani. ISBN 978-953-303-159-0
- Božji grijesi, Maja Sačer. Nakladnik: Algoritam. Broj stranica: 172. Horor, fantastika i SF. ISBN 978-953-220-953-2
- Buick Rivera, Miljenko Jergović. Nakladnik: Naklada Ljevak. Broj stranica: 238. Beletristika. ISBN 978-953-303-033-3

### C
- Cesta, Cormac McCarthy. Prevoditelj: Tatjana Jambrišak. Nakladnik: Profil. Broj stranica: 202. Beletristika. ISBN 978-953-121-043-0
- Clint Eastwood, Douglas Thompson. Prevoditelj: Tomislav Balenović. Nakladnik: Profil. Broj stranica: 256. Biografije i memoari. ISBN 978-953-770-161-1
- Crna svila, Rade Jarak. Nakladnik: Profil. Broj stranica: 160. Beletristika. ISBN 978-953-313-000-2
- Crne misli, Franz Kafka. Prevoditelj: Zlatko Crnković. Nakladnik: Šareni dućan. Broj stranica: 124. Beletristika. ISBN 978-953-6683-99-4

### Č
- Četiri godišnja doba, Laurel Corona. Prevoditelj: Boris Gregorić. Nakladnik: Naklada Ljevak. Broj stranica: 391. Povijesni romani. ISBN 978-953-303-137-8

### K
- Krijesnici : dobri kućni duhovi, Jasna Horvat. Nakladnik: Algoritam. Broj stranica: 219. Dječje knjige. ISBN 978-953-316-012-2

### P
- Prirodno i slatko - cjeloviti deserti bez šećera, Jadranka Boban Pejić. Izdavač: Planetopija. Broj stranica: 128. Kuharice. ISBN 978-953-257-149-3

## R
- Ribolov iz barke, Tonći Žanko-Tona. Izdavač: Vlastita naklada. Broj stranica: 278. ISBN 978-953-99335-4-6

### Z
- Zla kob, Gabriel García Márquez. Prevoditelj: Milivoj Telećan. Nakladnik: V.B.Z. Broj stranica: 175. Beletristika. ISBN 978-953-201-456-3

## Vanjske poveznice
|  | Zajednički poslužitelj ima još gradiva o temi Knjige iz 2009. |